# Echt-walstrospanner
De echt-walstrospanner (Phibalapteryx virgata) is een dagactieve nachtvlinder uit de familie van de spanners. De spanwijdte van de vlinder bedraagt tussen de 22 en 25 millimeter. De vlinder lijkt op de Orthonama vittata maar is lichter van kleur.
Per jaar worden meestal twee en soms drie generatie voortgebracht die vliegen van april tot en met september.
Waardplanten van de rupsen komen uit het geslacht Walstro. De vlinder is zeldzaam in Nederland komt bijna alleen voor in het duingebied.